# Патрік Фальк
Патрік Фальк (нім. Patrick Falk, нар. 8 лютого 1980, Гельнгаузен) — німецький футболіст, що грав на позиції півзахисника.

## Клубна кар'єра
Народився 8 лютого 1980 року в місті Гельнгаузен. Вихованець академії «Айнтрахта» (Франкфурт-на-Майні), з якого 1997 року перейшов до «Баєра 04». Втім у складі «фармацевтів» Фальк не закріпився і виступів спочатку за молодіжну команду, а потім і за дублерів, через що 1999 року повернувся в «Айнтрахт».
14 серпня 1999 року у віці 19 років Фальк дебютував у Бундеслізі, але після уходу головного тренера Йорга Бергера і прихід на його місце Фелікса Магата Фальк втратив місце в основі і загалом за сезон зіграв лише у 10 іграх чемпіонату.
У сезоні 2000/01 Патрік грав за «Айнтрахт» (Брауншвейг) у Регіоналлізі Північ, а наступний сезон у Другій Бундеслізі за «Рот Вайс» (Обергаузен), після чого 2002 року уклав контракт з клубом «Кікерс» (Оффенбах) з Регіоналліги Південь, у складі якого провів наступні півтора року своєї кар'єри гравця.
Протягом першої половини 2004 року Фальк захищав кольори клубу «Заксен» у Регіоналлізі Північ, третьому за рівнем дивізіоні Німеччини, після чого у віці 24 років колись перспективний півзахисник завершив професіональну кар'єру і надалі грав лише на аматорському рівні за нижчолігові німецькі клуби, де також був і граючим тренером.

## Виступи за збірні
1994 року дебютував у складі юнацької збірної Німеччини (U-15). З командою до 17 років взяв участь у юнацькому чемпіонаті світу 1997 року в Єгипті, зайнявши з командою четверте місце. Загалом на юнацькому рівні (U15 — U19) взяв участь у 30 іграх, відзначившись 29 забитими голами і є другим бомбардиром в історії німецької юнацької команди за цим показником.
Зі збірною Німеччини до 20 років Фальк поїхав на молодіжний чемпіонат світу 1999 року в Нігерії, де забив гол у матчі групового етапу з Парагваєм (4:0), але його команда поступилась наступні дві гри і сенсаційно не вийшла з групи.
Протягом 1999—2000 років залучався до складу молодіжної збірної Німеччини до 21 року. На молодіжному рівні зіграв у 4 офіційних матчах, забив 1 гол.